# Wang Xinxin
Wang Xinxin (chinesisch 王新欣, Pinyin Wáng Xīnxīn; * 2. April 1998 in Dezhou) ist eine chinesische Beachvolleyballspielerin. 

## Karriere
Wang Xinxin spielte 2014 mit verschiedenen Partnerinnen einige Turniere auf der FIVB World Tour, konnte sich dabei allerdings nur auf hinteren Rängen platzieren. Auch 2015 und 2016 mit Ding Jingjing hatte Wang international keine vorderen Platzierungen. Von 2017 bis 2021 spielte sie an der Seite der mehrfachen Weltmeisterin und Olympia-Medaillengewinnerin Xue Chen. Bestes Ergebnis für Wang/Xue war ein zweiter Platz beim FIVB 2-Sterne Turnier in Nantong. 2018 erreichte sie mit Zeng Jinjin bei den Asienspielen in Palembang Platz fünf. 2021 qualifizierten sich Wang Xinxin und Xue Chen über den asiatischen Continental Cup für die Olympischen Spiele in Tokio. Hier erreichten sie als Zweite ihrer Vorrundengruppe das Achtelfinale, in dem sie gegen die Australierinnen Clancy / Artacho ausschieden.